# Milà-Sanremo 1937
La Milà-Sanremo 1937 fou la 30a edició de la Milà-Sanremo. La cursa es disputà el 19 de març de 1937, sent el vencedor final l'italià Cesare del Cancia, que s'imposà en solitari en l'arribada a Sanremo.
138 ciclistes hi van prendre part, acabant la cursa 68 d'ells.

## Classificació final
|    | Ciclista           | Equip | Temps      |
| -- | ------------------ | ----- | ---------- |
| 1  | Cesare del Cancia  | -     | 7h 31' 30" |
| 2  | Pierino Favalli    | -     | + 2' 20"   |
| 3  | Marco Cimatti      | -     | + 2' 50"   |
| 4  | Attilio Masarati   | -     | m. t.      |
| 5  | Olimpio Bizzi      | -     | m. t.      |
| 6  | Osvaldo Bailo      | -     | m. t.      |
| 7  | Giovanni Cazzulani | -     | m. t.      |
| 8  | Luigi Macchi       | -     | m. t.      |
| 9  | Elio Bavutti       | -     | m. t.      |
| 10 | Giotto Cinelli     | -     | m. t.      |